# Villemomble
Villemomble là một xã trong vùng đô thị Paris, thuộc tỉnh Seine-Saint-Denis, vùng hành chính Île-de-France của nước Pháp, có dân số là 27.230 người (thời điểm 1999). Tọa độ địa lý của xã là 48° 52' vĩ độ bắc, 02° 30' kinh độ đông. Villemomble nằm trên độ cao trung bình là 58 mét trên mực nước biển, có điểm thấp nhất là 54,05 mét và điểm cao nhất là 107,44 mét.

## Thông tin nhân khẩu
| 1793 | 1800 | 1806 | 1821 | 1831 | 1836 | 1841 | 1846 | 1851 |
| ---- | ---- | ---- | ---- | ---- | ---- | ---- | ---- | ---- |
| 417  | 433  | 440  | 516  | 668  | 647  | 614  | 670  | 684  |

| 1856 | 1861 | 1866 | 1872  | 1876  | 1881  | 1886  | 1891  | 1896  |
| ---- | ---- | ---- | ----- | ----- | ----- | ----- | ----- | ----- |
| 764  | 860  | 983  | 1 180 | 1 332 | 2 033 | 3 141 | 3 725 | 4 901 |

| 1901  | 1906  | 1911  | 1921   | 1926   | 1931   | 1936   | 1946   | 1954   |
| ----- | ----- | ----- | ------ | ------ | ------ | ------ | ------ | ------ |
| 6 104 | 8 191 | 8 959 | 10 872 | 13 650 | 17 199 | 18 523 | 18 641 | 21 522 |

| 1962                                         | 1968   | 1975   | 1982   | 1990   | 1999   | - | - | - |
| -------------------------------------------- | ------ | ------ | ------ | ------ | ------ | - | - | - |
| 24 540                                       | 28 756 | 28 727 | 27 571 | 26 863 | 26 995 | - | - | - |
| Số liệu kể từ 1962 : dân số không tính trùng |        |        |        |        |        |   |   |   |

## Các thành phố kết nghĩa
- Bonn-Hardtberg, Đức
- Droylsden-Manchester, Anh